# Федотов, Виталий Петрович
Федотов Виталий Петрович (род. 1 марта 1957, Грязовецкий район, Вологодская область, РСФСР, СССР) — советский и российский деятель органов внутренних дел. Начальник Управления внутренних дел Мурманской области с 3 апреля 2002 по 22 апреля 2011. Начальник Управления МВД России по Вологодской области с 22 апреля 2011 по 9 марта 2017. Генерал-майор полиции (2001). Кандидат юридических наук.

## Биография
Родился 1 марта 1957 в Грязовецком районе Вологодской области.
В 1982 окончил Всесоюзный юридический заочный институт. В 1998 окончил Академию управления МВД России. Кандидат юридических наук.
В органах внутренних дел с 1977. С 1977 по 1985 — старший участковый инспектор в ОВД города Вологды. С 1985 — на службе в криминальной милиции Вологодской области. В 1988 продолжил работу в Сокольском ОВД в должности заместителя начальника.
В 1992 занял должность заместителя начальника Службы криминальной милиции УВД по Вологодской области. Затем продолжил службу в должности начальника Управления внутренних дел города Вологды.
С 2000 по 2002 — первый заместитель начальника, начальник службы криминальной милиции Управления внутренних дел Вологодской области.
С 3 апреля 2002 по 22 апреля 2011 — начальник Управления внутренних дел Мурманской области.
Указом Президента Российской Федерации от 10 июля 2003 присвоено специальное звание «генерал-майор милиции».
Указом Президента Российской Федерации от 22 апреля 2011 присвоено специальное звание «генерал-майор полиции».
С 22 апреля 2011 по 9 марта 2017 — начальник Управления МВД России по Вологодской области.
В марте 2017 занял должность директора Северо-Западного института (филиала) Московского государственного юридического университета имени О. Е. Кутафина (МГЮА).

## Награды
Ведомственные
- Медаль «За доблесть в службе»
- Медаль «За отличие в службе» I степени
- Медаль «200 лет МВД России»
- Нагрудный знак «Почётный сотрудник МВД»